# Stereotettix paralogistes
Stereotettix paralogistes är en insektsart som beskrevs av Rehn, J.A.G. 1906. Stereotettix paralogistes ingår i släktet Stereotettix, och familjen gräshoppor. Inga underarter finns listade.